# Adam Wilhelm Moltke
Adam Wilhelm Moltke (Einsiedelsborg, 25 agosto 1785 – Copenaghen, 15 febbraio 1864) è stato un politico danese, primo ministro della Danimarca dal 22 marzo 1848 al 27 gennaio 1852.

## Biografia
Figlio dell'ex primo ministro Joachim Godske Moltke, fu il primo premier della nuova monarchia costituzionale danese nata dalla Costituzione firmata il 5 giugno 1849 dal re Federico VII.